# Одзато, Садатоси
Садатоси Одзато (яп. 小里貞利 ; 17 августа 1930, Кирисима, префектура Кагосима, Япония — 14 декабря 2016, Кагосима, Япония) — японский государственный деятель, министр труда Японии (1990—1991).

## Биография
Окончил бывшую среднюю школу Кадзики.
В 1959 г. впервые был избран в законодательный орган префектуры Кагосима от Либерально-демократической партии (ЛДП), сохраняя мандат до 1979 г. 
С 1979 по 2005 г. избирался в Палату представителей от Кагосимы. 
- 1990—1991 гг. — министр труда Японии,
- 1994—1995 гг. — директор Агентства по развитию Окинавы и Хоккайдо. После Землетрясения в Кобе (1995 года) он был переназначен руководителем управления по оказанию помощи при стихийных бедствиях,
- 1996 г. — председатель комитета по бюджету Палаты представителей,
- 1997—1998 гг. — директор Агентства по управлению и координации.

В 1991 г. занимал пост заместителя председателя ЛДП. Входил во фракцию ЛДП «Котикай», которую первоначально возглавлял Киити Миядзава. Вскоре после того, как во главе фракции оказался Коити Като и она распалась, он остался связанным с Като. В 2000 г. занимал пост председателя ЛДП. 
В 2005 г. принял решение об уходе из политики. 
Его сын, Ясухиро Одзато, также стал политиком и избирался в Палату представителей Японии от ЛДП.

## Награды и звания
Был награжден орденом Восходящего солнца 4-й степени.